# بلکین
بلکین (انگلیسی: Belkin) شرکت لوازم الکترونیکی آمریکایی است، که در سال ۱۹۸۳ تأسیس شد.